# Ujazd (Bobolice)
Ujazd (deutsch Wilhelmshöhe) ist eine Ortschaft in der Woiwodschaft Westpommern in Polen. Sie gehört zur Gmina Bobolice (Gemeinde Bublitz) im Powiat Koszaliński (Kösliner Kreis).

## Geografische Lage
Ujazd liegt 32 Kilometer südöstlich von Białogard und 14 Kilometer östlich von Tychowo. Der Ort ist über die Woiwodschaftsstraße 169 (Białogard – Byszyno (Boissin) – Tychowo – Głodowa (Goldbeck) – Bobolice (Bublitz)) im Abzweig Wełdkowo (Groß Voldekow) erreichbar. Zur nächsten Bahnstation Wielanowo (Villnow) an der Bahnstrecke Szczecinek–Kołobrzeg sind es sieben Kilometer. Zu Ujazd gehört die zwei Kilometer nordöstlich gelegenen Kolonia Ujazd.

## Geschichte
Die Umgebung zeichnet sich früher wie heute durch große Waldgebiete auf leichtem Boden aus, die forstwirtschaftlich genutzt wurden und werden. Außerdem gibt es einen artenreichen Wildbestand und damit auch hervorragende Jagdbedingungen.
Bis 1945 war Wilhelmshöhe ein Ortsteil der Gemeinde Schmenzin und gehörte mit dieser zum Landkreis  Belgard in der preußischen Provinz Pommern.
1945 kam Wilhelmshöhe, wie ganz Hinterpommern, an Polen. Es erhielt den polnischen Ortsnamen „Ujazd“. Heute gehört der Ort zur Gmina Bobolice (Gemeinde Bublitz). 

## Kirche
Wilhelmshöhe war bis 1945 Teil der Kirchengemeinde Schmenzin  und somit in das Kirchspiel Schmenzin (mit Pfarrsitz in Hopfenberg) integriert. Es gehörte zum Kirchenkreis Belgard der Kirchenprovinz Pommern der evangelischen Kirche der Altpreußischen Union.
Heute ist Ujazd Teil des Kirchspiels Koszalin (Köslin) der Diözese Pommern-Großpolen in der polnischen Evangelisch-Augsburgischen Kirche.